# Anuta
Anuta, auch Anuda, früher Cherry Island, ist eine kleine Insel im südöstlichen Teil der Santa-Cruz-Inseln, die zum Inselstaat Salomonen gehören. Für Europa entdeckt wurde Anuta von dem britischen Kapitän Edward Edwards, den die Admiralität ausgesandt hatte, um nach den Meuterern der Bounty zu suchen. Er erreichte am 12. August 1791 mit seiner Fregatte Pandora die Insel, ohne dort an Land zu gehen, und nannte sie Cherry.

## Geographie
Geographisch gehört Anuta zum melanesischen Teil Ozeaniens. Die Insel liegt ungefähr 500 km Ost-Südost von Nendo, der wichtigsten Insel der Santa-Cruz-Gruppe, in der Provinz Temotu der Salomonen. Anuta ist vulkanischen Ursprungs, wird aber von einem Korallenriff umgeben. An ihrem höchsten Punkt ragt sie ca. 65 m über den Meeresspiegel empor und hat lediglich einen Durchmesser von ca. 750 m.
Anuta hat zwei sehr kleine Nebeninseln: Te Fatu mit einer Fläche von 0,1 Hektar liegt 665 Meter nordöstlich, und die rund 0,5 Hektar große Insel Fatuʻomanga etwa 1,3 Kilometer südöstlich und damit deutlich außerhalb des die Hauptinsel umgebenden Korallenriffs. Beide weisen keine nennenswerte Vegetation auf.

## Bevölkerung
Die Insel wird von ungefähr 300 Menschen bewohnt. Diese haben, ähnlich wie die Bewohner des relativ nahe (132 km südwestlich) gelegenen Tikopia, historisch gesehen polynesische Wurzeln. Sie sprechen einen zum samoanischen Zweig der polynesischen Sprachen gehörenden Dialekt des Polynesischen namens „Tikopia-Anuta“. Anuta gehört deshalb zu den außerhalb des polynesischen Dreiecks liegenden Exklaven Polynesiens.
Ursprünglich wurden die zwei Dörfer Mua (Hauptort, weiter östlich, Wortbedeutung „vorne“) und Muri (Wortbedeutung „hinten“) im Südosten unterschieden. Heute werden diese zum Hauptort Lotoapi (auch Rotoapi) zusammengefasst. Das zweite Dorf, Vatiana (Vaisana), liegt 200 Meter westlich von Rotoapi.

## Ressourcen
Anuta ist nicht übermäßig fruchtbar. Deshalb besitzt der Fischfang eine große Bedeutung für die Versorgung der Bevölkerung mit Proteinen. Früher nutzten die Einwohner auch die rund 50 km südöstlich gelegene Insel Fatutaka für die Landwirtschaft, um ihre Lebensgrundlagen zu erweitern. Fatutaka, ebenfalls vulkanischen Ursprungs, ist die am weitesten östlich gelegene Insel des Inselstaats Salomonen.